# Eddie Holding
Eddie Holding (Wolverhampton, 15 de octubre de 1930 - Walsall, 9 de febrero de 2014) fue un entrenador y jugador de fútbol británico que jugaba en la demarcación de defensa.

## Biografía
Eddie Holding debutó como futbolista en 1949 con el Walsall FC. Fue el único equipo donde permaneció durante más de una temporada en toda su carrera deportiva. Tras cinco años en el club, fichó por el Barrow AFC. También jugó para el Northampton Town FC, Nuneaton Town FC, Lockheed Leamington FC, Evesham United FC y finalmente para el Brierley Hill Alliance FC, equipo en el que se retiró en 1960 a los 30 años de edad.
Dos años tras su retiro como futbolista, en 1962, el Tamworth FC se hizo con los servicios de Holding para entrenar al equipo durante dicha temporada. También fue su última experiencia como entrenador de fútbol.
Falleció el 9 de febrero de 2014 en Walsall a los 83 años de edad.

## Clubes

### Como futbolista
| Club                      | País       | Año         |
| ------------------------- | ---------- | ----------- |
| Walsall FC                | Inglaterra | 1949 - 1954 |
| Barrow AFC                | Inglaterra | 1954 - 1955 |
| Northampton Town FC       | Inglaterra | 1955 - 1956 |
| Nuneaton Town FC          | Inglaterra | 1956 - 1957 |
| Lockheed Leamington FC    | Inglaterra | 1957 - 1958 |
| Evesham United FC         | Inglaterra | 1958 - 1959 |
| Brierley Hill Alliance FC | Inglaterra | 1959 - 1960 |

### Como entrenador
| Club        | País       | Año  |
| ----------- | ---------- | ---- |
| Tamworth FC | Inglaterra | 1962 |